# Yazman
Yazman (en ourdou : يزمان) est une ville pakistanaise, située dans le district de Bahawalpur dans le sud de la province du Pendjab. Elle est la capitale du tehsil du même nom. La ville marque ainsi l'entrée nord du désert du Cholistan.
La ville est située à une trentaine de kilomètres au sud de Bahawalpur, grand centre urbain du sud de la province. Elle est reliée par une route avec cette ville, ainsi qu'avec Fort Abbas à l'est.
La population de la ville a été multipliée par plus de dix entre 1972 et 2017 selon les recensements officiels, passant de 3 579 habitants à 48 976. Entre 1998 et 2017, la croissance annuelle moyenne s'affiche à 4,5 %, bien supérieure à la moyenne nationale de 2,4 %. Selon le recensement de 2023, la population de la ville monte à 60 738 habitants.
Près de 90 % des habitants parlent le pendjabi, tandis qu'environ 7 % des habitants ont le saraiki pour langue maternelle.
Essentiellement musulmane, la ville inclut une petite minorité chrétienne, comptant presque 1 000 fidèles.
Le taux d'alphabétisation de la ville s'élève à 73 % en 2023 (contre une moyenne nationale de 61 %), dont 76 % pour les hommes et 70 % pour les femmes.
|            | 1972 (rec.) | 1981 (rec.) | 1998 (rec.) | 2017 (rec.) | 2023 (rec.) |
| ---------- | ----------- | ----------- | ----------- | ----------- | ----------- |
| Population | 3 579       | 10 060      | 21 028      | 48 976      | 60 738      |